# Prałatura terytorialna Pompei
Prałatura terytorialna Pompei – prałatura terytorialna Kościoła rzymskokatolickiego we Włoszech skupiona wokół Papieskiego Sanktuarium Matki Boskiej Różańcowej w Pompejach. Powstała w 1926 jako prałatura terytorialna Matki Boskiej Różańcowej w Pompejach. Pod obecną nazwą od 1951.

## Lista prałatów
- Abp Tommaso Caputo (od 2012)
  - Abp Carlo Liberati (2003 –  2012)
  - Abp Domenico Sorrentino (2001 –  2003)
  - Abp Francesco Saverio Toppi, O.F.M. Cap. (, 1990 – 2001)
  - Abp Domenico Vacchiano (1978 – 1990)
  - Abp Aurelio Signora (1957 – 1977)
  - Roberto Ronca (1951 – 1955)
  - Abp Roberto Ronca (1948 – 1951)
  - Patriarcha Antonio Anastasio Rossi (1927 –  1948)
  - Abp Carlo Cremonesi (1926 –  1927)